# Luffa
Luffa és un gènere de plantes angiospermes de la família de les cucurbitàcies (Cucurbitaceae). Són plantes natives de Mèxic, Amèrica Central i l'Amèrica del Sud tropical, el subcontinent indi i Austràlia.
Són plantes enfiladisses que donen una mena de carbasses allargades. Les flors són generalment grogues. Es cultiven sovint com a hortalissa a les zones tropicals d'Àsia i Àfrica.
Les fulles de les plantes del gènere Luffa són l'aliment favorit de les erugues d'alguns lepidòpters, com Hypercompe Hypercompe albicornis.

## Taxonomia
Aquest gènere va ser publicat per primer cop l'any 1754 al segon volum de la quarta edició de l'obra The Gardeners Dictionary del botànic escocès Philip Miller (1691-1771).

### Espècies
Dins del gènere Luffa es reconeixen les nou espècies següents:
- Luffa acutangula (L.) Roxb.
- Luffa aegyptiaca Mill.
- Luffa astorii Svenson
- Luffa echinata Roxb.
- Luffa graveolens Roxb.
- Luffa operculata (L.) Cogn.
- Luffa quinquefida (Hook. & Arn.) Seem.
- Luffa saccata F.Muell. ex I.Telford
- Luffa sepium (G.Mey.) C.Jeffrey

### Sinònims
Els següents noms científics són sinònims heterotípics de Luffa:
- Sinònims

- Poppya Neck.
- Trevouxia Scop.
- Turia Forssk. ex J.F.Gmel.

## Usos
Quan el fruit és tendre es pot menjar com a hortalissa. Té un gust i textura semblants al carbassó, tot i que la pell exterior és més aspra. El suc dels fruits verds s'utilitza a la medicina tradicional com a remei contra la icterícia. Si el fruit es deixa madurar les fibres de l'interior del fruit es tornen dures. En aquesta forma el fruit assecat pot ser utilitzat com a esponja de bany vegetal. Sovint les esponges vegetals es comercialitzen blanquejades amb lleixiu i, ja empacades, es troben a les farmàcies. Fregar la pell amb aquestes esponges afavoreix la circulació sanguínia.
Quan el fruit està totalment madur, és molt fibrós. La fruita completament desenvolupada és la font de l'esponja de fregues de lufa.

## Galeria

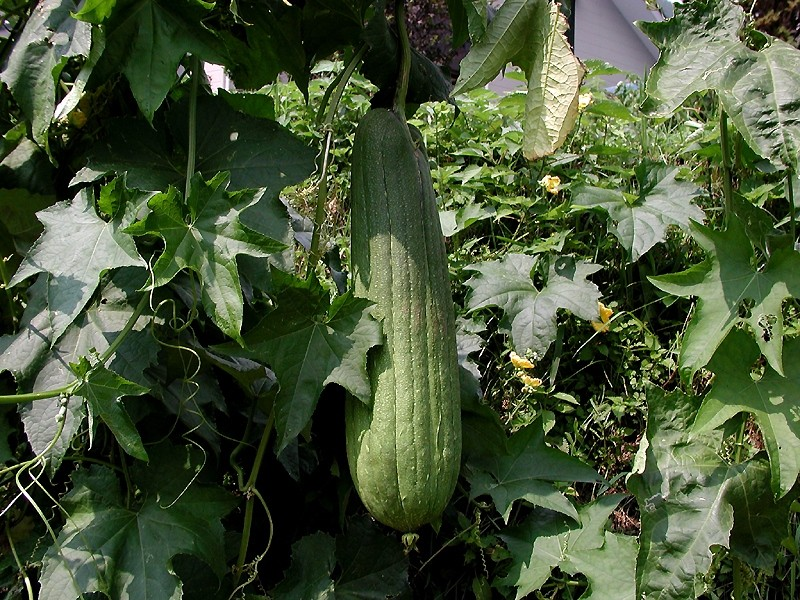
Carabassera d'esponja (Luffa aegyptiaca) creixent a la mata
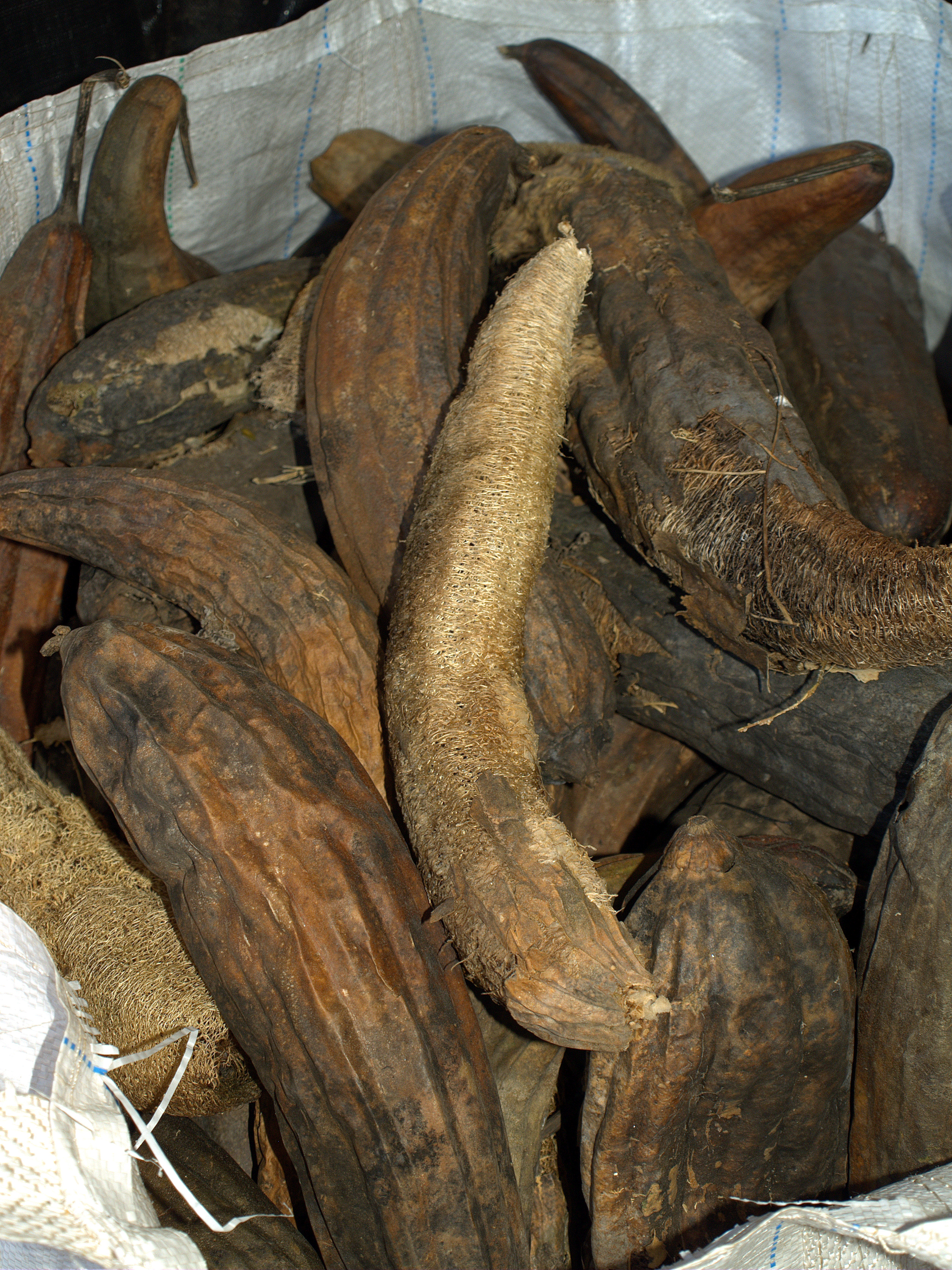
Esponges vegetals assecades a una granja orgànica.
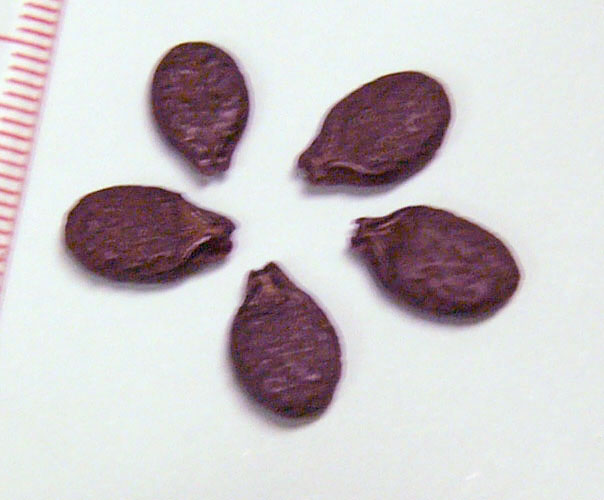
Luffa acutangula; llavors
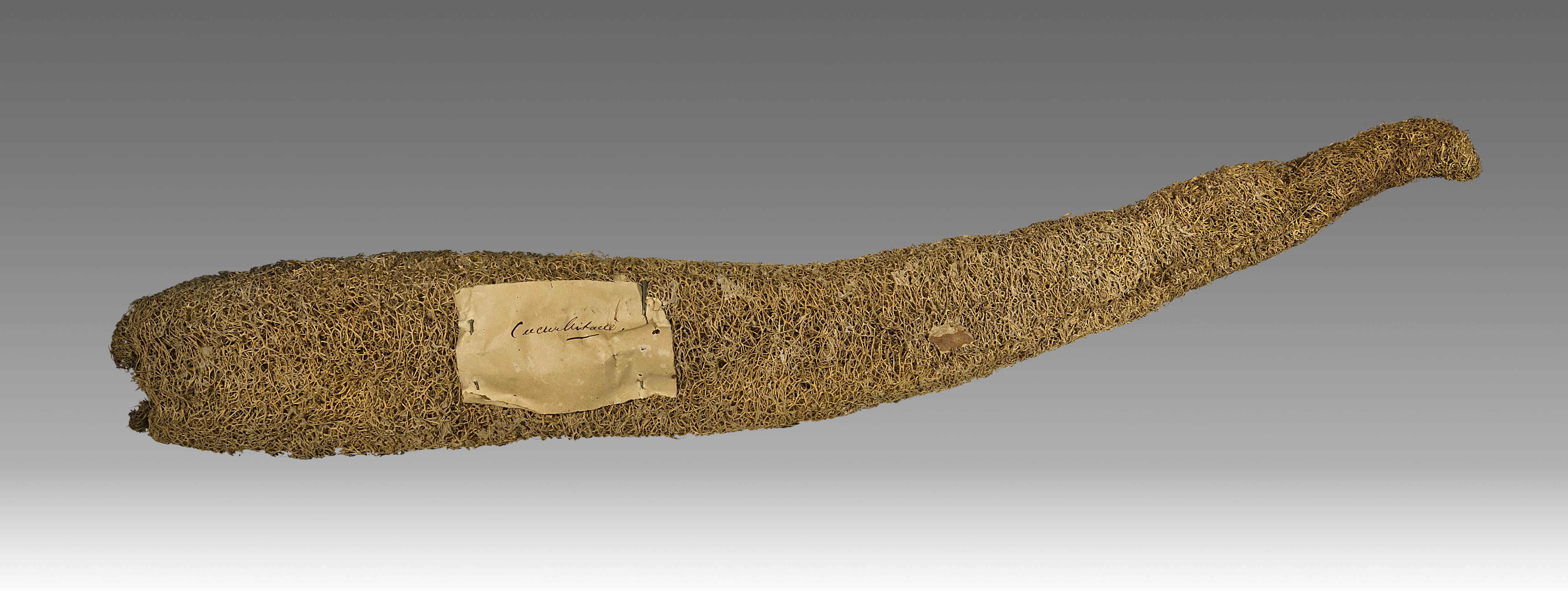
Esponja vegetal neta i blanquejada
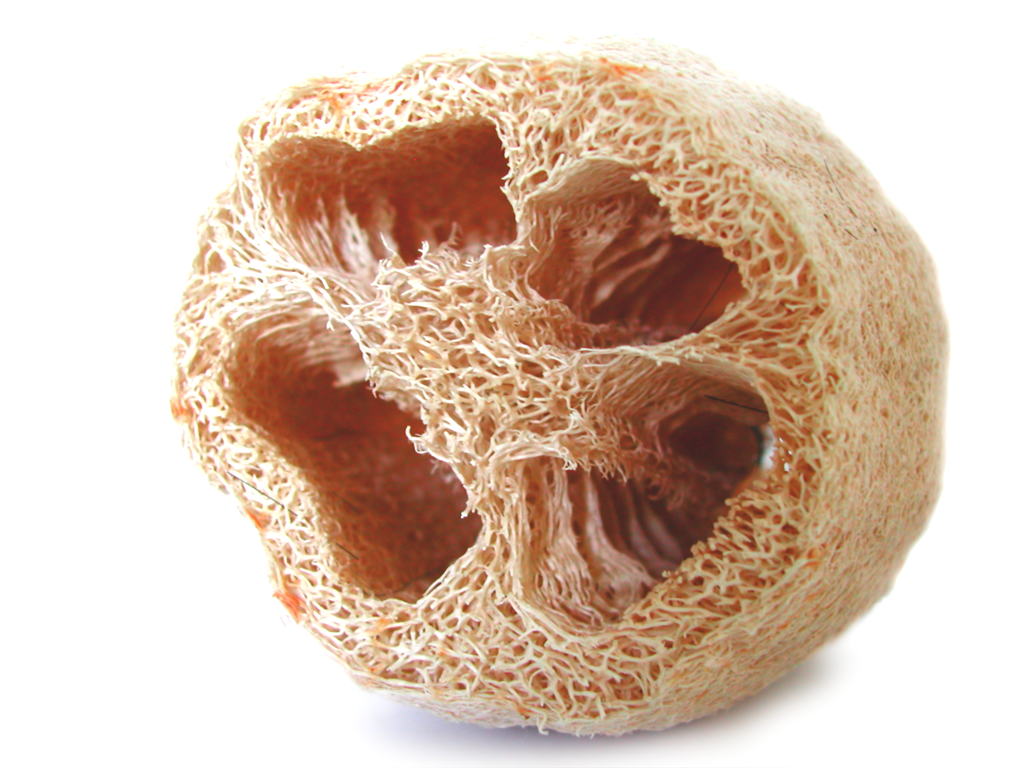
Esponja vegetal neta i blanquejada
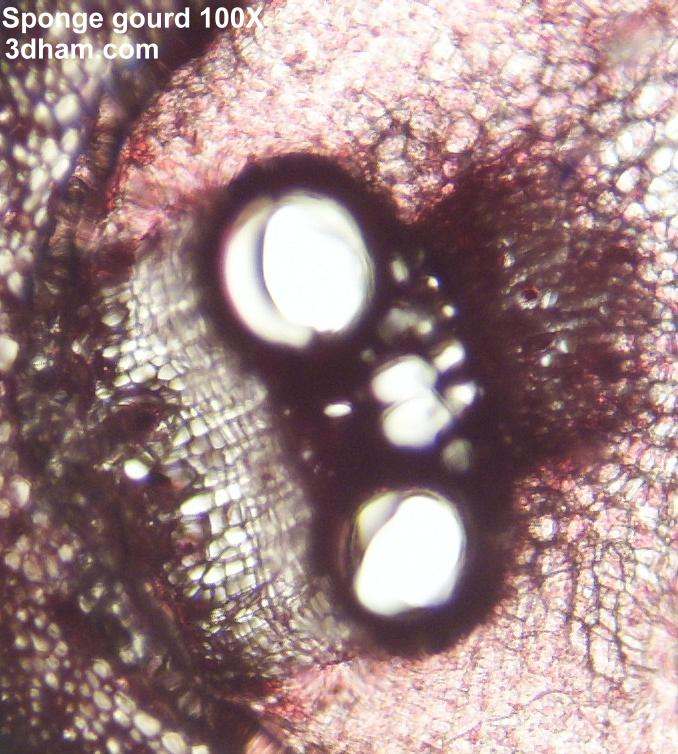
Secció d'esponja vegetal augmentada 100 vegades
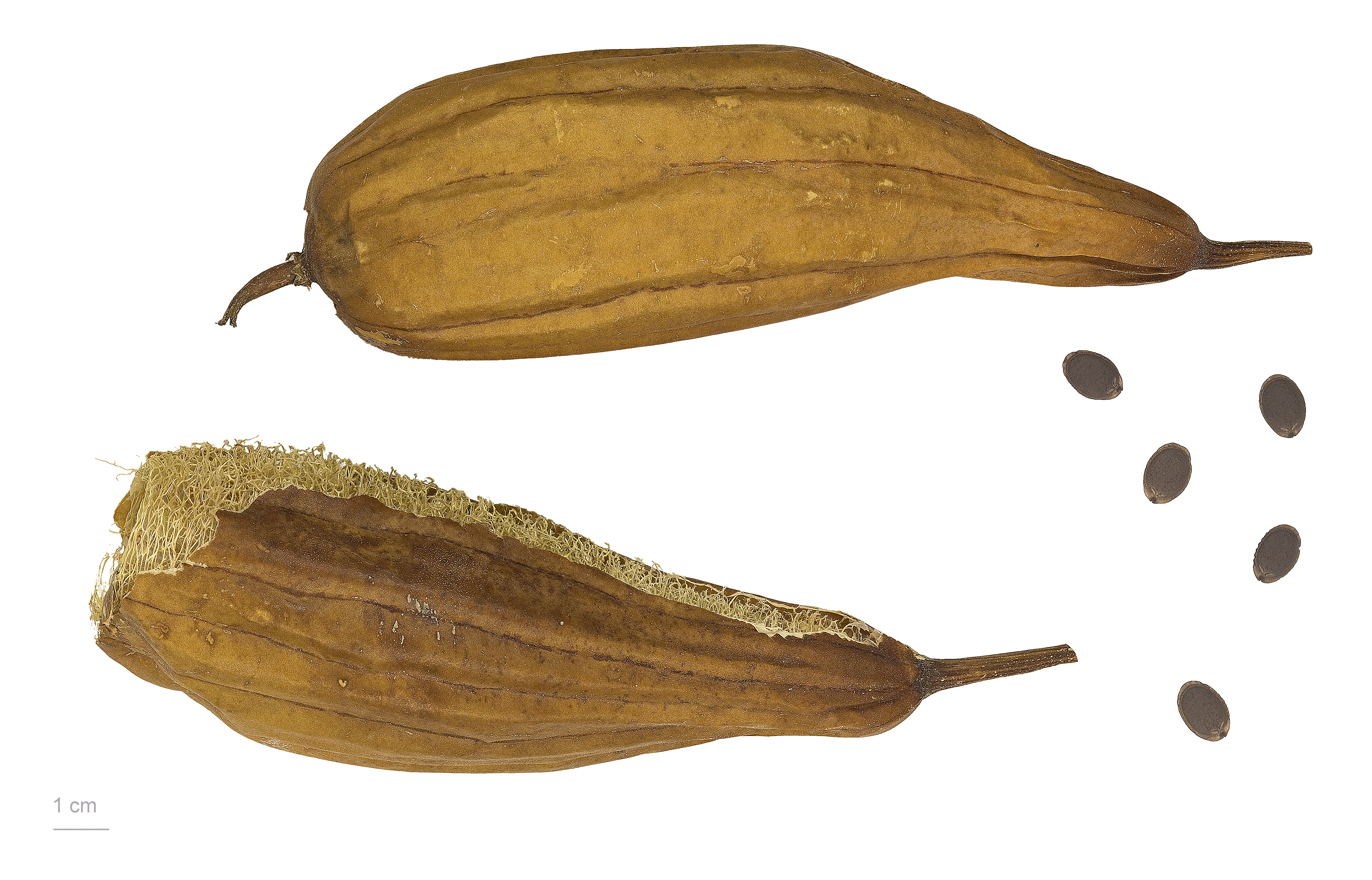
Luffa aegyptiaca
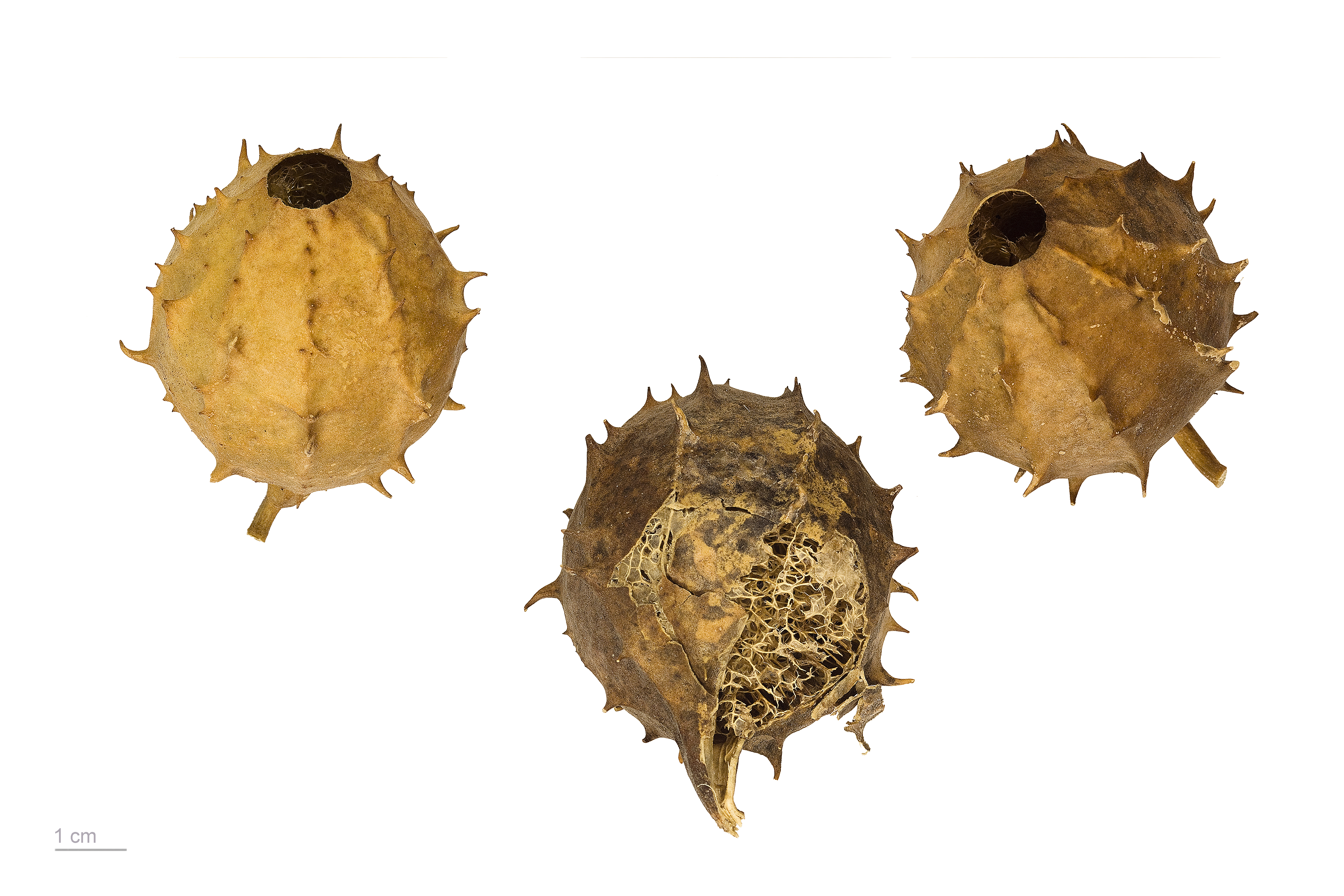
Luffa operculata